# Lentopalloseura ETTA
Il Lentopalloseura ETTA è una società pallavolistica maschile finlandese, con sede a Oulu: milita nel campionato finlandese di Lentopallon Mestaruusliiga.

## Rosa 2018-2019
| N° | Nome              | Ruolo | Data di nascita   | Nazionalità sportiva |
| -- | ----------------- | ----- | ----------------- | -------------------- |
| 1  | Lasse Jylhä       | P     | 2 agosto 1996     | Finlandia            |
| 2  | Eetu Pennanen     | S     | 18 settembre 1992 | Finlandia            |
| 3  | Antti Ronkainen   | S     | 11 agosto 1996    | Finlandia            |
| 4  | Anssi Hakala      | S     | 12 maggio 1984    | Finlandia            |
| 5  | Niko Haapakoski   | P     | 1º maggio 1996    | Finlandia            |
| 6  | Matias Sosunoff   | S     | 9 gennaio 2000    | Finlandia            |
| 7  | Ville Kaksonen    | C     | 31 maggio 1990    | Finlandia            |
| 8  | Jesper Jylhä      | P     | 13 gennaio 1996   | Finlandia            |
| 10 | Joonas Jokela     | O     | 12 dicembre 1998  | Finlandia            |
| 11 | Juuso Kontio      | S     | 16 maggio 1999    | Finlandia            |
| 12 | Markuss Cielavs   | S     | 18 ottobre 1999   | Finlandia            |
| 13 | Ville Sorvoja     | O     | 2 dicembre 1990   | Finlandia            |
| 14 | Nuutti Niinivaara | C     | 20 luglio 1998    | Finlandia            |
| 15 | Markus Väisänen   | C     | 6 marzo 1990      | Finlandia            |